# Уліка-Національне сільське поселення
У́ліка-Націона́льне сільське поселення (рос. Улика-Национальное сельское поселение) — сільське поселення у складі Хабаровського району Хабаровського краю Росії.
Адміністративний центр — село Уліка-Національне.

## Населення
Населення сільського поселення становить 151 особа (2019; 156 у 2010, 145 у 2002).

## Склад
До складу сільського поселення входять:
| Населений пункт         | Населення, осіб (2002) | Населення, осіб (2010) |
| ----------------------- | ---------------------- | ---------------------- |
| Уліка-Національне, село | 143                    | 155                    |
| Уліка-Павловка, село    | 2                      | 1                      |